# Károly Szakonyi
Dans le nom hongrois Szakonyi Károly, le nom de famille précède le prénom, mais cet article utilise l’ordre habituel en français Károly Szakonyi, où le prénom précède le nom.
Károly Szakonyi, né à Budapest le 26 octobre 1931 est un écrivain et auteur dramatique hongrois.

## Biographie
Tour à tour manœuvre, soldat volontaire, convoyeur et ouvrier d'usine, il voyage à travers toute la Hongrie et fait de ses anciens compagnons les personnages de ses romans.
Il publie en 1961 son premier recueil de contes, Les Nuages sont au milieu et obtient en janvier 1963 une bourse du Théâtre national. Dès lors sa vie est liée au monde du théâtre. Il travaille ainsi au Théâtre national de 1963 à 1966 puis passe au Miskolci Nemzeti Színház (1975-1978) et au Győri Nemzeti Színház (hu) (1982-1988) avant de nouveau travailler pour le Théâtre national (1989) et, à partir de 1993 au Csokonai Nemzeti Színház (hu) dont il est sociétaire à vie.
Rédacteur au Magyar Nemzet de 1984 à 1990, nombre de ses pièces ont été représentées à la radio depuis 1970. En 1970, il est récompensé par le Prix Attila József et, en 1997, obtient la plus haute récompense littéraire de Hongrie, le Prix Kossuth.

## Œuvres
- Középütt vannak a felhők (nouvelles), 1961
- Túl a városon (roman), 1964
- Életem, Zsóka! (drame), 1965
- Férfiak 1965
- Porcelán baba, 1967
- Ördöghegy (drame), 1968
- Francia tanya, 1969
- Adáshiba (théâtre), 1970
- Harmincnégy ember (jeu télévisuel), 1971
- Tudatom, jól vagyok (nouvelles), 1976
- Hongkongi paróka (théâtre), 1976
- Irányítószám 2000 (drame), 1976
- A hatodik napon (théâtre), 1978
- Holt lelkek (drame), 1979
- Emberi üdvözlet (sélections d'histoire), 1980
- Holdtölte (drame), 1982
- Magányos biciklista, 1983
- Északi tábor, 1984
- Vendég a palotában, 1985
- Ki van a képen? (drame), 1986
- Képnovellák (nouvelles), 1987
- Bolond madár, 1989
- Apák és fiúk, (théâtre), 1989
- Gondviselés csevejszolgálat, 1990
- A barátság könyve, 1990
- Napfényes Granada, 1991
- Ember az alagútban, 1994
- Álomirodalom, 1994
- A pénz komédiája (drame), 1994
- The lovers of Prague (pièce radiophonique), (1995
- Vidám finálé (drame), 1995
- A félkegyelmű (drame), 1995
- Szent Péter esernyője (drame), 1996)
- A bűntény (nouvelles), 1996
- Szívek zárkái (roman), 1997
- Bűn és bűnhődés (drame), 1998
- A prágai szerelmesek, 2001

## Récompenses et distinctions
Parmi ses nombreuses récompenses, on peut citer :
- Président de la section d'art dramatique de l' Association des écrivains hongrois (depuis 1962)
- Membre de l'Académie hongroise des arts depuis 1996
- Prix SZOT, 1963
- Prix Attila József, 1970
- Prix Gabor Andor, 1974
- Ordre du mérite de la République hongroise, 1991
- Récompense Erno, 1995
- Prix de littérature, 1995
- Prix Kossuth, 1997
- Prix Primissima Prima, 2011